# Comté de Woodlands
Le comté de Woodlands (anglais : Woodlands County) est un district municipal situé dans la province d'Alberta, au Canada.

## Communautés et localités
Bourgs
- Whitecourt

Hameaux
- Blue Ridge
- Fort Assiniboine
- Goose Lake

Localités
- Anselmo
- Benbow
- Corbett Creek
- Doris
- Freeman River
- Highway
- Hurdy
- Knight
- Lombell
- Lone Pine
- Lonira
- Silver Creek
- Timeu
- Topland
- Windfall

## Démographie
| 2001  | 2006  | 2011  | 2016  |
| ----- | ----- | ----- | ----- |
| 3 818 | 4 158 | 4 306 | 4 754 |